# Anello d'oro di Isopata
L'anello d'oro di Isopata è un anello d'oro ritrovato nella tomba di Isopata, nei presso di Cnosso. Queto sigillo, opera maestra dell'orificeria minoica, data della fine dell'età del Bronzo, fra i secoli XVII e XV a.C. È conservato nel museo archeologico di Iraklio, a Creta, col numero d'inventario ΑΕ 424.

## Descrizione
Sull'anello sono rappresentate quattro donne festosamente vestite danzano, con le braccia alzate, in mezzo ai fiori. Una figura più piccola, in alto a sinistra, diversamente vestita, si libra nell'aria, interpretato come la manifestazione della divinità stessa a seguito della danza sacra e una prova evidente del ruolo dell'esperienza estatica con la ierofania dall'alto nella religione minoica.
Nella civiltà minoica è attestata la presenza di idoli come divinità di sesso femminile, a volte affiancate a figure maschili di dimensioni minori.